# 巴德拉普尔
巴德拉普尔（Badlapur），是印度马哈拉施特拉邦塔納縣的一个城镇。总人口97917（2001年）。

## 人口
该地2001年总人口97917人，其中男性51878人，女性46039人；0—6岁人口11999人，其中男6208人，女5791人；识字率76.11%，其中男性为80.07%，女性为71.66%。